# RBU-6000

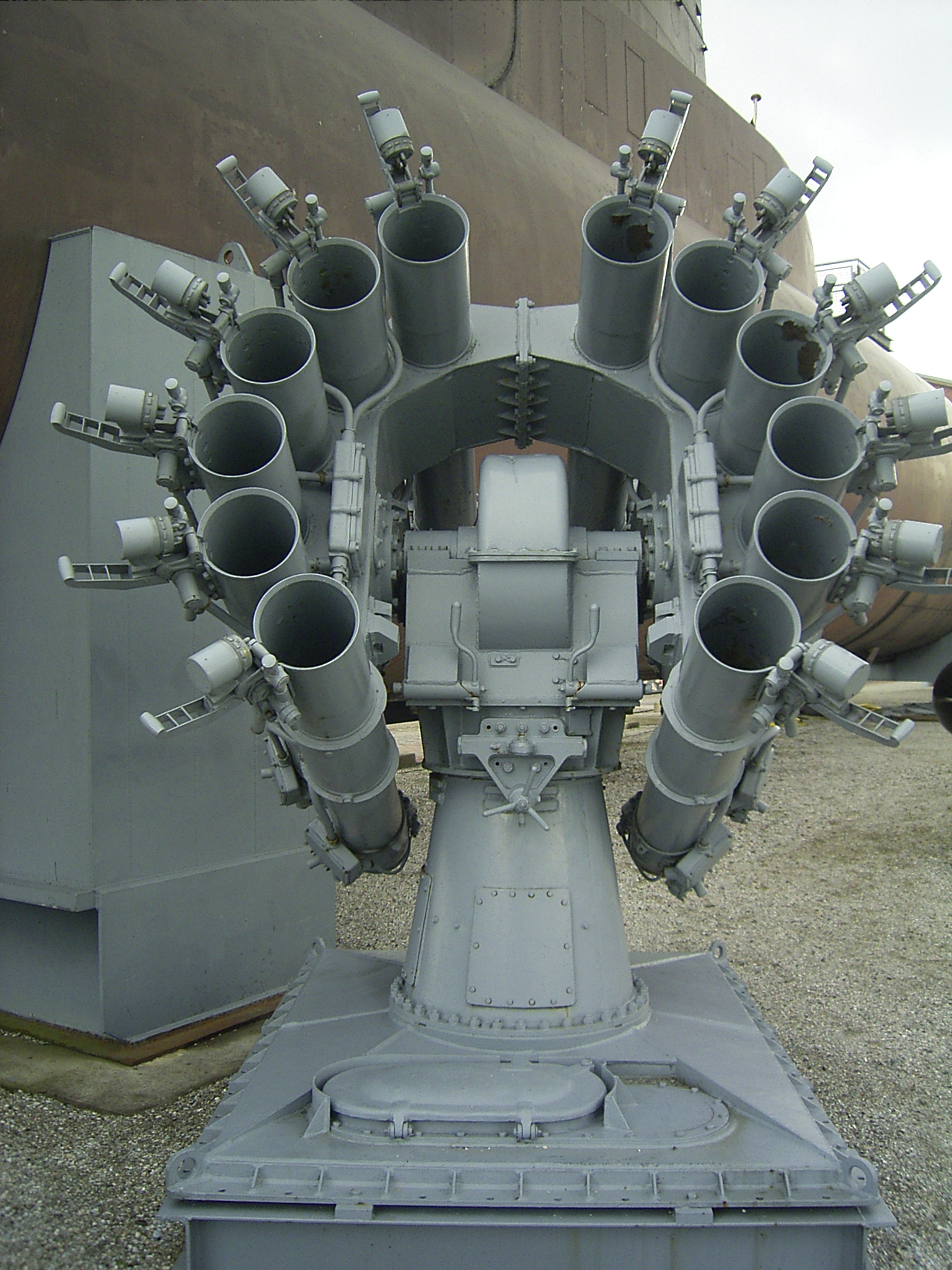
RBU-6000

RBU-6000 Smiercz-2 (ros. РБУ-6000 «Смерч-2») — radziecka wyrzutnia rakietowych bomb głębinowych na podstawie stacjonarnej, regulowanej w dwóch płaszczyznach z dwunastoma wyrzutniami ułożonymi w okręgu.

## Historia
System uzbrojenia do zwalczania okrętów podwodnych Smiercz-2 (pol. tornado) został opracowany w ZSRR w Moskiewskim Instytucie Techniki Torpedowej, pod kierunkiem głównego konstruktora W. Mastałygina, wraz z systemem Smiercz-3 (RBU-1000). Przeznaczony był do niszczenia okrętów podwodnych i obrony przed torpedami. Składał się z rakietowych bomb głębinowych RGB-60, dwunastoprowadnicowej wyrzutni RBU-6000 i systemu kierowania uzbrojeniem Buria (pol. burza). Oznaczenie wyrzutni jest skrótem od rieaktiwno-bombomiotnaja ustanowka (Реактивно-бомбомётная установка), z liczbą oznaczającą zaokrąglony zasięg w metrach, a oznaczenie bomb jest skrótem od rieaktiwnaja głubinnaja bomba. System wszedł na uzbrojenie marynarki ZSRR w 1961 roku. Oba systemy Smiercz-2 i 3 stanowiły pierwsze wyrzutnie rakietowych bomb głębinowych z automatycznym przeładowaniem w ZSRR.
System Smiercz-2 stał się następnie szeroko stosowany na prawie wszystkich nowo budowanych radzieckich dużych okrętach bojowych oraz niektórych zagranicznych z bloku wschodniego oraz Indii. Z eksportowymi jednostkami trafił też za granicę.

## Opis

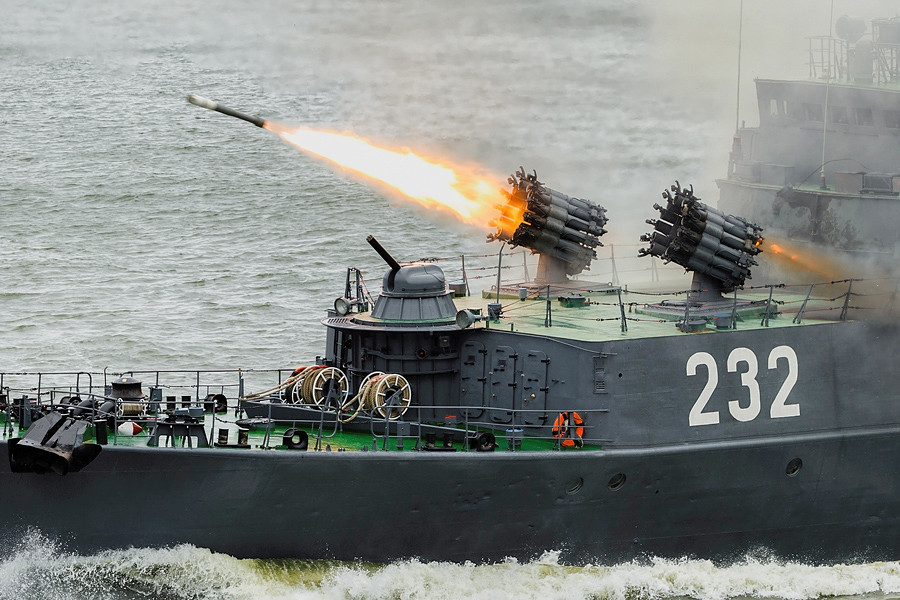
Moment strzału z korwety projektu 133 „Kałmykija”

Zasięg strzału wynosi 5800 m. Bomby RGB-60 mają kaliber 212 mm, długość 1830 mm i masę 119,5 kg. Przeznaczone są do zwalczania celów na głębokościach do 450 m, a szybkość tonięcia wynosi 11,6 m/s. Prędkość lotu sięga 400 m/s. Bomby mają zapalnik kontaktowy UDW-60 oraz akustyczny niekontaktowy WB-2 o zasięgu działania do 6 metrów. Przy wybuchu jednej bomby wybuchają pozostałe z salwy w promieniu 50 m.
Wyrzutnia RBU-6000 jest dwunastoprowadnicowa, obrotowa, przeładowywana automatycznie z magazynu pod pokładem przez pojedynczy luk po jej ustawieniu pionowym. Masa wyrzutni wynosi 3100 kg, długość 2000 mm, szerokość 2250 mm i wysokość 1700 mm. Kąt nachylenia wyrzutni wynosi od -90° (do ładowania) do +65°. W trybie automatycznym szybkość obrotu wynosi 30°/s, a w ręcznym 4°/s.
Według informacji zachodnich, system może być używany także do ostrzału celów brzegowych.

## Zastosowanie
System RBU-6000 Smiercz-2 używany był na okrętach radzieckich (w nawiasach nazwy kodowe NATO):
- krążowniki rakietowe projektu 58 (Kynda)[4]
- krążowniki rakietowe projektu 1134 (Kresta I)[4]
- krążowniki rakietowe projektu 1134A (Kresta II)[4]
- Krążowniki rakietowe projektu 1134B (Kara)[4]
- krążowniki rakietowe projektu 1144 (Kirov)[4]
- krążowniki rakietowe projektu 1164 (Slava)[4]
- krążowniki śmigłowcowe projektu 1123 (Moskva)[4]
- krążowniki lotnicze projektu 1143 (Kiev)[4]
- niszczyciele projektu 56 po modernizacji (Kotlin)[4]
- niszczyciele rakietowe projektu 57A po modernizacji (Kanin)[4]
- niszczyciele rakietowe projektu 61 (Kashin)[4]
- niszczyciele rakietowe projektu 1155 (Udaloy)[4]
- fregaty rakietowe projektu 1135 (Krivak)[4]
- fregaty rakietowe projektu 1154
- fregaty rakietowe projektu 1159 (Koni)[4]
- fregaty projektu 35 (Mirka)[4]
- fregaty projektu 159A (w kodzie NATO: Petya II)[4]
- korwety projektu 204(inne języki) (Poti)[5]
- korwety projektu 1124 (Grisha)[4]

Okręty innych państw:
- niszczyciel „Mărășești” (Rumunia)[6]
- niszczyciele rakietowe typu Kolkata (Indie)
- fregaty typu Kotor (Jugosławia)[7]
- fregaty rakietowe projektu 17 typu Shivalik (Indie)
- fregaty rakietowe typu Talwar (Indie)
- korwety typu Contraamiral Eustațiu Sebastian (Tetal II) (Rumunia)[6]
- korwety projektu 133 (Parchim) (NRD)[8]

- korweta ORP „Kaszub” (Polska)[9]

Lista nie jest pełna.